# Alfonso de Azevedo Évora
Afonso de Azevedo Évora (Porto Alegre, 26 de agosto de 1918 - Nueva York, 2 de agosto de 2008) fue un jugador de baloncesto brasileño. Fue medalla de bronce con Brasil en los Juegos Olímpicos de Londres 1948.